# غراندماستر فلاش
غراندماستر فلاش (بالإنجليزية: Grandmaster Flash)‏ (مواليد 1958 في بريدج تاون، باربادوس)، هو مغني هيب هوب أمريكي أمريكي بدأ مسيرته الفنية عام 1976.

## وصلات خارجية
- الموقع الإلكتروني